# Liste von Leuchttürmen auf Zypern
Die Liste von Leuchttürmen auf Zypern zeigt die registrierten und historischen Navigationsbauwerke der Insel.

## Leuchttürme

### Republik Zypern
| Leuchtturm griechisch φάρος | Leuchtturm griechisch φάρος | Leuchtturm griechisch φάρος | Ort, Region              | Koordinaten                      | Baujahr/e | Höhe           | Höhe             | Kennung∡°         | Reichweite      | UKHO # NGA # ARLHS     |  |           |                                |      |                |                |          |                 |                      |  |
| --------------------------- | --------------------------- | --- | ------------------------ | -------------------------------- | --------- | -------------- | ---------------- | ----------------- | --------------- | ---------------------- |  | --------- | ------------------------------ | ---- | -------------- | -------------- | -------- | --------------- | -------------------- |  |
| Leuchtturm griechisch φάρος | Leuchtturm griechisch φάρος | Leuchtturm griechisch φάρος | Ort, Region              | Koordinaten                      | Baujahr/e | Kap Greco      | Kap Greco        | Kennung∡°         | Reichweite      | UKHO # NGA # ARLHS     |  | Kap Greco | 34° 57′ 25,9″ N, 34° 5′ 6,3″ O | 1892 | 49 ft (14,9 m) | 52 ft (15,8 m) | Fl.W.15s | 12 sm (22,2 km) | N 5888 20940 CYP-003 |  |
| Kap Kiti                    | Kap Kiti                    | | Kap Kiti, Bezirk Larnaka | 34° 49′ 1,4″ N, 33° 36′ 11″ O    | 1864      | 26 ft (7,9 m)  | 66 ft (20,1 m)   | Fl.(3)W.15s       | 13 sm (24,1 km) | N 5882 20904 CYP-004   |  |           |                                |      |                |                |          |                 |                      |  |
| Limassol                    | ⮟                           | Bild gesucht Die Wikipedia wünscht sich an dieser Stelle ein Bild vom hier behandelten Ort. Weitere Infos zum Motiv findest du vielleicht auf der Diskussionsseite . Falls du dabei helfen möchtest, erklärt die Anleitung , wie das geht. BW | Limassol                 | 34° 39′ 1,1″ N, 33° 1′ 57,8″ O   | ⮟         | 30 ft (9,1 m)  | 30 ft (9,1 m)    | Q.(6)R.10s        | 12 sm (22,2 km) | N 5877 20888           |  |           |                                |      |                |                |          |                 |                      |  |
| Limassol                    | ⮝                           | Bild gesucht Die Wikipedia wünscht sich an dieser Stelle ein Bild vom hier behandelten Ort. Weitere Infos zum Motiv findest du vielleicht auf der Diskussionsseite . Falls du dabei helfen möchtest, erklärt die Anleitung , wie das geht. BW | Limassol                 | 34° 39′ 3,9″ N, 33° 1′ 27,6″ O   | ⮝         | 30 ft (9,1 m)  | 43 ft (13,1 m)   | Oc.G.7s           | 10 sm (18,5 km) | N 5877.4 20884         |  |           |                                |      |                |                |          |                 |                      |  |
| Paphos                      | Paphos                      | | Paphos                   | 34° 45′ 38,1″ N, 32° 24′ 22,7″ O | 1888      | 66 ft (20,1 m) | 118 ft (36 m)    | Fl.W.15s277°-141° | 17 sm (31,5 km) | N 5908 20836 CYP-005   |  |           |                                |      |                |                |          |                 |                      |  |
| Kap Akamas                  | Kap Akamas                  | Bild gesucht Die Wikipedia wünscht sich an dieser Stelle ein Bild vom hier behandelten Ort. Weitere Infos zum Motiv findest du vielleicht auf der Diskussionsseite . Falls du dabei helfen möchtest, erklärt die Anleitung , wie das geht. BW | Halbinsel Akamas         | 35° 5′ 28,1″ N, 32° 16′ 55,9″ O  | 1989      | 10 ft (3 m)    | 692 ft (210,9 m) | Fl.(2)W.15s       | 17 sm (31,5 km) | N 5907 20986,6 CYP-001 |  |           |                                |      |                |                |          |                 |                      |  |

Anmerkungen
Symbole: ⮞ Ost ⮟ Süd ⮜ West ⮝ Nord

### Türkische Republik Nordzypern
| Leuchtturm griechisch φάρος | Leuchtturm griechisch φάρος | Leuchtturm griechisch φάρος | Ort, Region                                 | Koordinaten                      | Baujahr/e | Höhe           | Höhe            | Kennung∡°                           | Reichweite                            | UKHO # NGA # ARLHS       |               |
| Leuchtturm griechisch φάρος | Leuchtturm griechisch φάρος | Leuchtturm griechisch φάρος | Ort, Region                                 | Koordinaten                      | Baujahr/e | Bau            | Feuer           | Kennung∡°                           | Reichweite                            | UKHO # NGA # ARLHS       |               |
| --------------------------- | --------------------------- | --- | ------------------------------------------- | -------------------------------- | --------- | -------------- | --------------- | ----------------------------------- | ------------------------------------- | ------------------------ | ------------- |
| Kap Andreas                 | Kap Andreas                 | Bild gesucht Die Wikipedia wünscht sich an dieser Stelle ein Bild vom hier behandelten Ort. Weitere Infos zum Motiv findest du vielleicht auf der Diskussionsseite . Falls du dabei helfen möchtest, erklärt die Anleitung , wie das geht. BW | Kap Apostolos Andreas, Halbinsel Karpas     | 35° 42′ 36,9″ N, 34° 36′ 22,2″ O | 1991      | 62 ft (18,9 m) | 66 ft (20,1 m)  | Fl.(4)W.20s 45°-255°                | 14 sm (25,9 km)                       | N 5900 20968 CYP-010     |               |
| Kap Elea                    | Kap Elea                    | Bild gesucht Die Wikipedia wünscht sich an dieser Stelle ein Bild vom hier behandelten Ort. Weitere Infos zum Motiv findest du vielleicht auf der Diskussionsseite . Falls du dabei helfen möchtest, erklärt die Anleitung , wie das geht. BW | Halbinsel Karpas                            | 35° 19′ 29,7″ N, 34° 2′ 50″ O    | 2002      | 36 ft (11 m)   | 102 ft (31,1 m) | Fl.W.10s                            | 5 sm (9,3 km)                         | N 5898 20965 CYP-006     |               |
| Famagusta                   | ⮝                           | Bild gesucht Die Wikipedia wünscht sich an dieser Stelle ein Bild vom hier behandelten Ort. Weitere Infos zum Motiv findest du vielleicht auf der Diskussionsseite . Falls du dabei helfen möchtest, erklärt die Anleitung , wie das geht. BW | Karakol, Famagusta                          | 35° 8′ 31,4″ N, 33° 55′ 35,1″ O  | 1906      | 50 ft (15,2 m) | 59 ft (18 m)    | Fl.W.R.7sW: 178°-216°, R: 216°-313° | W: 15 sm (27,8 km) R: 11 sm (20,4 km) | N 5893 20948 CYP-008     | [ A 1 ] [ 3 ] |
| Famagusta                   | ⮟                           | | Festung Famagusta (Leuchtturm Famagusta)    | 35° 7′ 23″ N, 33° 56′ 51,7″ O    | 1972      | 50 ft (15,2 m) | 75 ft (22,9 m)  | Fl.(2)W.15s150°-290°                | 16 sm (29,6 km)                       | N 5892 20944 CYP-009     |               |
| Kap Kormakitis              | Kap Kormakitis              | Bild gesucht Die Wikipedia wünscht sich an dieser Stelle ein Bild vom hier behandelten Ort. Weitere Infos zum Motiv findest du vielleicht auf der Diskussionsseite . Falls du dabei helfen möchtest, erklärt die Anleitung , wie das geht. BW | Kap Kormakitis, Bezirk Kyrenia              | 35° 24′ 11,8″ N, 32° 55′ 14,9″ O | 1991      | 72 ft (21,9 m) | 98 ft (29,9 m)  | Fl.(2)W.20s                         | 15 sm (27,8 km)                       | N 5904 20976 CYP-007     |               |
| Kyrenia                     | ⮜ alt                       | | Kyrenia                                     | 35° 20′ 36,2″ N, 33° 19′ 11,5″ O | 1907      |                | 23 ft (7 m)     |                                     |                                       |                          | [ A 2 ]       |
| Kyrenia                     | ⮜ neu                       | | Kyrenia                                     | 35° 20′ 34″ N, 33° 19′ 27,5″ O   | 1963      | 26 ft (7,9 m)  | 33 ft (10,1 m)  | Fl.G.5s                             | 4 sm (7,4 km)                         | N 5902 20972             |               |
| Kyrenia                     |                             | Bild gesucht Die Wikipedia wünscht sich an dieser Stelle ein Bild vom hier behandelten Ort. Weitere Infos zum Motiv findest du vielleicht auf der Diskussionsseite . Falls du dabei helfen möchtest, erklärt die Anleitung , wie das geht. BW | Kyrenia                                     | 35° 20′ 30,3″ N, 33° 19′ 53,2″ O | 1994      | 23 ft (7 m)    | 59 ft (18 m)    | Fl.(3)R.20s                         | 20 sm (37 km)                         | N 5901.6 20971           |               |
| Kyrenia                     | ⮟                           | Bild gesucht Die Wikipedia wünscht sich an dieser Stelle ein Bild vom hier behandelten Ort. Weitere Infos zum Motiv findest du vielleicht auf der Diskussionsseite . Falls du dabei helfen möchtest, erklärt die Anleitung , wie das geht. BW | Kyrenia                                     | 35° 20′ 28,1″ N, 33° 20′ 4,4″ O  | ⮟         | 26 ft (7,9 m)  | 39 ft (11,9 m)  | Fl.R.3s                             | 4 sm (7,4 km)                         | N 5902.4 20973.5 CYP-012 |               |
| Kyrenia                     | ⮝                           | Bild gesucht Die Wikipedia wünscht sich an dieser Stelle ein Bild vom hier behandelten Ort. Weitere Infos zum Motiv findest du vielleicht auf der Diskussionsseite . Falls du dabei helfen möchtest, erklärt die Anleitung , wie das geht. BW | Kyrenia                                     | 35° 20′ 31″ N, 33° 20′ 14,6″ O   | ⮝         | 26 ft (7,9 m)  | 39 ft (11,9 m)  | Fl.G.3s                             | 4 sm (7,4 km)                         | N 5902.6 20973 CYP-011   |               |
| Yeni Erenkoy                | Yeni Erenkoy                | Bild gesucht Die Wikipedia wünscht sich an dieser Stelle ein Bild vom hier behandelten Ort. Weitere Infos zum Motiv findest du vielleicht auf der Diskussionsseite . Falls du dabei helfen möchtest, erklärt die Anleitung , wie das geht. BW | Yialousa, Halbinsel Karpas, Distrikt İskele | 35° 33′ 38,4″ N, 34° 12′ 32,5″ O |           | 22 ft (6,7 m)  | 72 ft (21,9 m)  | Fl.(2)W.15s                         | 15 sm (27,8 km)                       | N 5901 20970 CYP-013     | [ A 3 ]       |

Anmerkungen
Symbole: ⮞ Ost ⮟ Süd ⮜ West ⮝ Nord
1. ↑  Im ehemaligen Gefangenenlager und jetzigen „Caraolos Camp“ der UNFICYP-Einheiten.
2. ↑  inaktiv seit 1963
3. ↑  Weißer Betonturm, Neubau für den Fischereihafen von Yeni Erenkoy

### Akrotiri und Dekelia
| Leuchtturm griechisch φάρος | Leuchtturm griechisch φάρος | Leuchtturm griechisch φάρος | Ort, Region | Koordinaten | Baujahr/e | Höhe     | Höhe     | Kennung∡° | Reichweite | UKHO # NGA # ARLHS |  |                                |                               |      |               |                 |         |                 |                      |  |
| --------------------------- | --------------------------- | --------------------------- | ----------- | ----------- | --------- | -------- | -------- | --------- | ---------- | ------------------ |  | ------------------------------ | ----------------------------- | ---- | ------------- | --------------- | ------- | --------------- | -------------------- |  |
| Leuchtturm griechisch φάρος | Leuchtturm griechisch φάρος | Leuchtturm griechisch φάρος | Ort, Region | Koordinaten | Baujahr/e | Kap Gata | Kap Gata | Kennung∡° | Reichweite | UKHO # NGA # ARLHS |  | Kap Gata, Akrotiri und Dekelia | 34° 33′ 50,2″ N, 33° 1′ 28″ O | 1864 | 26 ft (7,9 m) | 190 ft (57,9 m) | Fl.W.5s | 15 sm (27,8 km) | N 5876 20856 CYP-002 |  |